# Plum (zespół muzyczny)

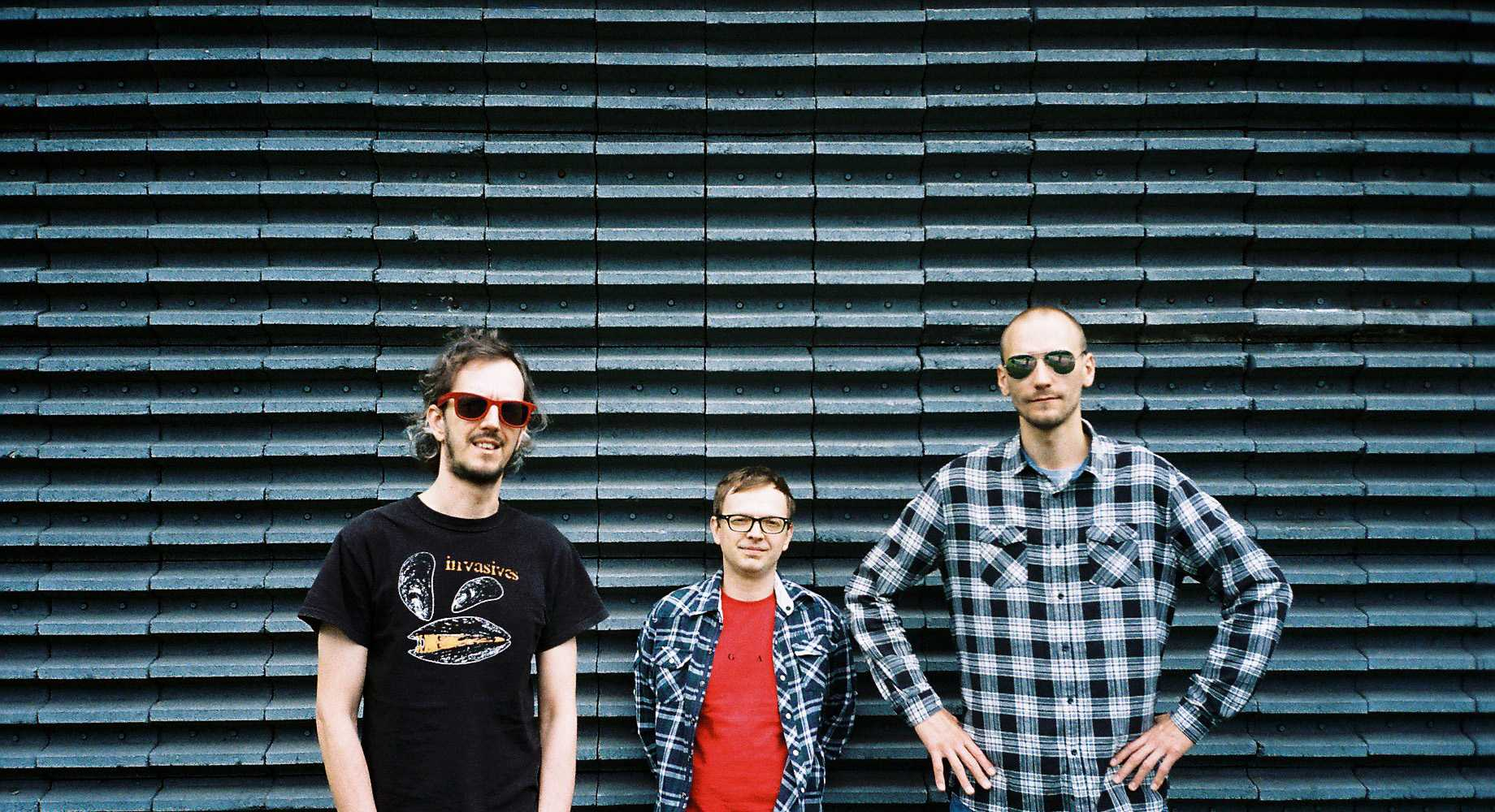
PLUM: Rafał Piekoszewski, Marcin Piekoszewski, Adam Nastawski

Plum – polski zespół rockowy.

## Historia

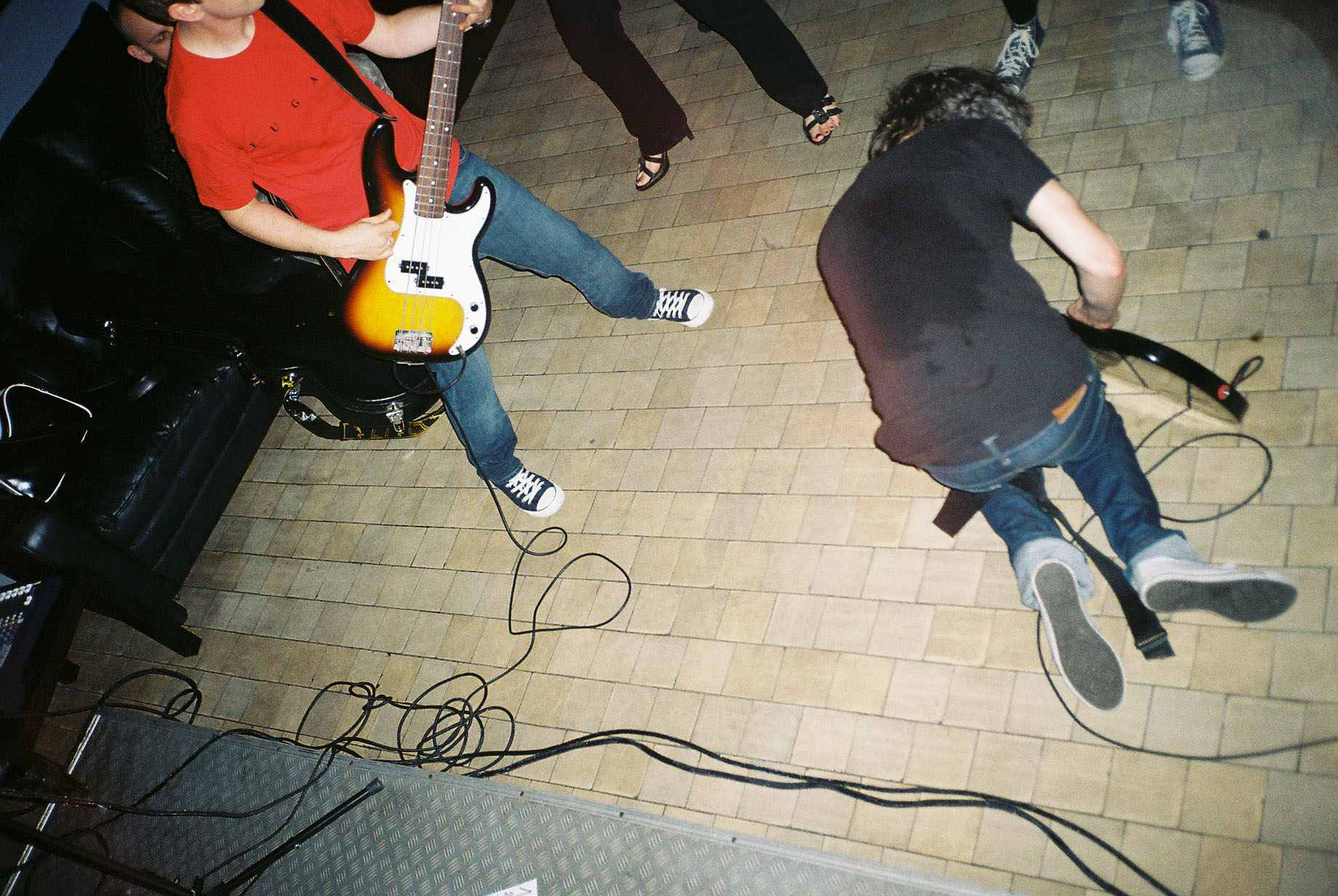
Koncert w Piotrkowie Trybunalskim, klub Spirala, 2012

Plum został założony przez braci Rafała i Marcina Piekoszewskich w 1999 roku w Stargardzie Szczecińskim.
Z pierwszym perkusistą, Zbyszkiem Jasińskim, wspólnie działali do roku 2008. W tym czasie nagrali trzy albumy: Out of Confusion (Post Post), Nothing Personal (Europeans), Witness of Your Fall (Gusstaff), oraz epki Express…6 (Every Color), Unrest, Sink or Swim. Jesienią w 2008 roku, do zespołu doszedł perkusista Adam Nastawski. W marcu 2011 r. ukazał się pod szyldem wytwórni Lado ABC album pt. Hoax. Piąty album pt. Emergence miał premierę w czerwcu 2012 roku, wydawcą płyty jest Ampersand.
Marcin Piekoszewski jest również założycielem, wokalistą i basistą w post-hardcore'owym duecie Woody Alien.

## Dyskografia

### Albumy
- Out of Confusion (Post_Post, 2001)
- Nothing Personal (Europeans, 2005)
- Witness of Your Fall (Gustaff, 2006)
- Hoax (Lado ABC, 2011)
- Emergence (Ampersand, 2012)

### EP'ki
- Express…6 (Every Color Production, 2000)
- Unrest (Europeans, 2004)
- Sink or Swim (Every Color Production, 2006)